# Cryptotis dinirensis
Cryptotis dinirensis és una espècie d'eulipotifle de la família de les musaranyes. És endèmica dels Andes veneçolans, on viu a altituds d'entre 2.430 i 3.100 msnm. Es tracta d'una espècie de Cryptotis de mida mitjana. Té una llargada de cap a gropa de 79 mm i un pes d'11,5 g. El seu pelatge és de color gris. El seu nom específic, dinirensis, significa ‘del Dinira’ en llatí.